# Зу Навас
Зу Навас (*араб. ذو نواس‎), бл. 450— 525/527) — малік (цар) Другого Хим'ярського царства (титул — цар Саби і Зу Райдана й Гадрамаута та Ямніта) у 515—525/527 роках. В сирійський традиції зветься Масрук, християнській — Дунаан. Зазнав поразки у війні з Аксумським царством, внаслідок чого його держава занепала.

## Життєпис
Походив з панівної династії Хим'яра. Батько — малік Шарабіль Якуфу, матір'ю була наложниця юдейка з міста Нісібін. Після смерті батька 485 року в Хим'ярській державі почалася боротьба за владу, чим скористалося Аксумське царство. Зрештою аксумці поставили залежного царя Мудакаріб Яфура (відомого як Зу Шанатір). Останній став притісняти впливову на той час юдейську громаду, поширюючи християнство.
У 515 (за іншими відомостями 517) року Зу Навас повстав й переміг Зу Шанатіра. Підтримку знаті отримав через невдоволення впливом аксумців у Хим'ярі. Оскільки Аксум орієнтувався на християнські центри та був союзником Візантії, то Зу Навас уклав союз з Сасанідською державою, а сам офіційно оголосив про перехід до юдаїзму. При цьому прийняв ім'я Юсуф (Йосип). Слідом за цим 518 року наказав знищити усі християнські церкви у столиці держави Зафарі, а в великому торговельному місті Наджран влаштував знищення візантійських купців. Завдяки цьому малік зміцнив владу в державі, а також знищив торгівельних конкурентів, надавши можливості місцевих і перським купцям встановити монополію на торгівлю прянощами, спеціями і пахнощами.
У 521 році візантійський імператор Юстин I через Тимофія, патріарха Олександрії, звернувся до Калеба, негуса Аксума, що втручання у справи Хим'яра та відправлення християнства в Хим'ярі. Аксумське військо на чолі із Хаяном на візантійських суднах висадилося в Південній Аравії. Доволі швидко здобуло перемогу над Ху Наваса, але той встиг врятували. Аксумські залоги було розвищено в столиці Зафарі та Наджрані. Це свідчить, що візантійці й аксумці переслідували не лише політичні цілі, а й торгівельні, намагаючись відновити свої позиції у торгівлі з Індією.
Наприкінці 522 році з новим військом Зу Навас підійшов до Зафару, але не зміг захопити свою столицю. Тоді через юдеїв та несторіанських священників гарантував безпеку аксумській залозі, але коли вийшли, то були підступно перебиті. За цим Зу Навас наказав убити в останній церкві Зафара 280 православних-християн. У 523 році рушив проти Неджаран, який на чолі з етнархом Харисом (Арефою) запекло чинив спротив. Зрештою очільники міста погодилися сплатити маліку Зу Навасу викуп у 150 талантів золотом. Проте невдовзі звичайні містяни відкрили брами й Зу Навас захопив Неджран. Після цього він влаштував знищення християн, більшість з яких були представниками панівної і торговельної еліти міста (за різними версіями, загинуло від 770 до 4299 осіб, разом з жінаками і дітьми). Після цього наказав знищити християн в усіх містах Хим'яритського царства.
В результаті позиції Зу Наваса в середині держави суттєво зміцнилися. Він також підтвердив союз з Сасанідами і відновив договір з Лахмідами, насамперед маліком Аль-Мунзіром III. У 525 році імператор Юстин I знову звернувся до аксумського негуса Калеба щодо спільних дій проти зу Наваса. Коли саме відбувся похід відомості різняться: 525 або 527 року (тобто вже за імператора Юстиніана I). В результаті короткотривалої війни Зу Навас у вирішальній битві зазнав нищівної поразки. За різними даними: він загинув у битві, наклав на себе руки після поразки, його було схоплено й страчено. На трон Хим'яра було посаджено родича Сумуафа' Ашава', що став активно впроваджувати християнство в Хим'ярі. Водночас ця держава опинилася в значній залежності від Аксума.